# Sławomir Sajkowski
Sławomir Sajkowski (ur. 7 maja 1966 w Gorzowie Wielkopolskim) – polski artysta fotograf, fotoreporter. Członek rzeczywisty Gorzowskiego Towarzystwa Fotograficznego. Współautor projektu Gorzowianie XXI wieku.

## Życiorys
Jest absolwentem Studium Fotografii Profesjonalnej w Akademii Sztuk Pięknych w Poznaniu (1999) oraz Akademii Wychowania Fizycznego w Poznaniu (1988). Związany z gorzowskim środowiskiem fotograficznym – mieszka, pracuje, tworzy w Gorzowie Wielkopolskim. Zajmuje się fotografią od połowy lat 80. XX wieku. Z fotografią artystyczną związany od początku lat 90. XX wieku (debiutował w 1991 autorską wystawą fotografii w Klubie Myśli Twórczej Lamus, w Gorzowie Wielkopolskim). W 1988 został przyjęty w poczet członków rzeczywistych Gorzowskiego Towarzystwa Fotograficznego. Miejsce szczególne w jego twórczości zajmuje fotografia kreacyjna, fotografia modowa, fotografia portretowa, fotografia reklamowa oraz fotografia reportażowa. 
Sławomir Sajkowski jest autorem i współautorem wielu wystaw fotograficznych w Polsce i za granicą (m.in. Anglia, Czechy, Niemcy); indywidualnych, zbiorowych, poplenerowych oraz pokonkursowych – gdzie jego fotografie wielokrotnie doceniano nagrodami, wyróżnieniami. Publikował zdjęcia w ogólnopolskich oraz zagranicznych czasopismach (Financial Times, Foto, Newsweek, Polityka, Przegląd, Ozon). W latach 1993–2005 jako fotoreporter współpracował w lokalnymi dziennikami (gorzowskim oddziałem Gazety Wyborczej oraz Gazetę Lubuską). 
W 1996 otrzymał stypendium artystyczne Prezydenta Miasta Gorzowa Wielkopolskiego. W 2000 roku został laureatem Dyplomu Honorowego Rady Artystycznej Związku Polskich Artystów Fotografików. W 2006 roku był współautorem projektu fotograficznego Gorzowianie XXI wieku, projektu prezentowanego na ekspozycji fotograficznej oraz w formie albumowej. W 2007 został uhonorowany Nagrodą Kulturalną Prezydenta Miasta Gorzowa Wielkopolskiego (statuetką motyla) – wyróżnieniem gratyfikującym gorzowskich twórców i animatorów kultury oraz sztuki. Od początku lat 90. XX wieku zajmuje się edukacją fotograficzną.

## Wystawy indywidualne (wybór)
- Klub Myśli Twórczej Lamus (Gorzów Wielkopolski 1991)
- Stara Słodownia (Regensburg, Niemcy 1992)
- Mała Galeria (Gorzów Wielkopolski 1992)
- Galeria Brama (Szczecin 1993)
- Empik (Gorzów Wielkopolski 1994)
- Galeria Pod Bocianem (Szczecin 1995)
- Mała Galeria Fotografii Kontrast (Oborniki Śląskie 1996)
- Jazz Klub Pod Filarami (Gorzów Wielkopolski 1997)
- Klub Myśli Twórczej Lamus Twarze Gorzowa (Gorzów Wielkopolski 1997)
- Biuro Wystaw Artystycznych, Empik (Gorzów Wielkopolski 1998)
- OSK (Londyn, Anglia 1998)
- Miejsce Sztuki Officyna (Szczecin 1999)
- Galeria F, Biuro Wystaw Artystycznych (Gorzów Wielkopolski 1999)
- Galeria Azyl Art (Gorzów Wielkopolski 2002)
- Klub 13 Muz (Szczecin 2002)
- Galeria Fotografii i Nowych Mediów (Gorzów Wielkopolski 2003)
- Hotel Mieszko (Gorzów Wielkopolski 2006)
- Galeria Pod Kopułą, Wojewódzka i Miejska Biblioteka Publiczna (Gorzów Wielkopolski 2011)
- Klub Myśli Twórczej Lamus (Gorzów Wielkopolski 2011)
- Galeria Spartherm (Gorzów Wielkopolski 2011)
- Miejski Ośrodek Sztuki (Gorzów Wielkopolski 2012)
- Galeria Pod Kopułą, Wojewódzka i Miejska Biblioteka Publiczna (Gorzów Wielkopolski 2012)
- Kamienica Artystyczna Lamus (Gorzów Wielkopolski 2014)
- Nova Park (Gorzów Wielkopolski 2014)
- Wojewódzka i Miejska Biblioteka Publiczna (Gorzów Wielkopolski 2017)[12]

Źródło

## Wystawy zbiorowe (wybór)
- Ogólnopolskie Konfrontacje Fotograficzne (Gorzów Wielkopolski 1989–2001)
- Doroczne Wystawy Gorzowskiego Towarzystwa Fotograficznego (Gorzów Wielkopolski 1989–1996)
- Ogólnopolski Salon Fotografii Artystycznej (1992–1997)
- Różne oblicza portretu – Zamek Książąt Pomorskich (Szczecin 1996)
- Wystawa studentów ASP – Opawa (Ostrawa, Czechy 1996)
- Wydarzenia – Gorzów 97, Mała Galeria (Gorzów Wielkopolski 1998)
- Wydarzenia – Gorzów 98, Mała Galeria (Gorzów Wielkopolski 1999)

Źródło

## Nagrody (wyróżnienia)
- Wyróżnienie i dyplom Federacji Amatorskich Stowarzyszeń Fotograficznych w Polsce – Konfrontacje Fotograficzne (1989)
- III nagroda – Doroczna Wystawa GTF (Gorzów Wielkopolski 1989)
- II nagroda i srebrny medal Federacji Amatorskich Stowarzyszeń Fotograficznych w Polsce – Ogólnopolski Przegląd Fotografii Młodzieżowej (Bolesławiec 1990)
- I nagroda – Doroczna Wystawa GTF (Gorzów Wielkopolski 1991)
- II nagroda i srebrny medal Federacji Amatorskich Stowarzyszeń Fotograficznych w Polsce – Konfrontacje Fotograficzne (1992)
- I nagroda – Doroczna Wystawa GTF (Gorzów Wielkopolski 1992)
- Wyróżnienie – Krajowy Salon Fotografii Artystycznej (Żary 1992)
- I nagroda – Ogólnopolski Konkurs Fotoreporterów (1993)
- II nagroda i srebrny medal Federacji Amatorskich Stowarzyszeń Fotograficznych w Polsce oraz II nagroda w konkursie Reportaż’92 – Konfrontacje Fotograficzne (1993)
- II nagroda – Doroczna Wystawa GTF (Gorzów Wielkopolski 1993)
- I nagroda – Krajowy Salon Fotografii Artystycznej (Żary 1993)
- Wyróżnienie – Konfrontacje Fotograficzne (1994)
- Nagroda – Doroczna Wystawa GTF (Gorzów Wielkopolski 1994)
- Wyróżnienie – Konfrontacje Fotograficzne (1995)
- Nagroda – Doroczna Wystawa GTF (Gorzów Wielkopolski 1995)
- II nagroda – Krajowy Salon Fotografii Artystycznej (Żary 1995)
- II nagroda – Krajowy Salon Fotografii Artystycznej (Żary 1996)
- Nagroda – Doroczna Wystawa GTF (Gorzów Wielkopolski 1996)
- Wyróżnienie – Krajowy Salon Fotografii Artystycznej (Żary 1997)
- Wyróżnienie – Konfrontacje Fotograficzne (1998)

Źródło